# Pseudiglyphus
Pseudiglyphus är ett släkte av steklar. Pseudiglyphus ingår i familjen finglanssteklar.
Kladogram enligt Catalogue of Life:
| Pseudiglyphus | \| \| Pseudiglyphus grotiusi \| \| \| \| \| \| Pseudiglyphus orientalis \| \| \| \| |
|               | \| \| Pseudiglyphus grotiusi \| \| \| \| \| \| Pseudiglyphus orientalis \| \| \| \| |
|               | Pseudiglyphus grotiusi                                                              |
|               |                                                                                     |
|               | Pseudiglyphus orientalis                                                            |
|               |                                                                                     |